# Manhouch
Manhouch (en ukrainien : Мангуш ; Mangouch en russe : Мангуш) est une commune urbaine de l'oblast de Donetsk, en Ukraine, et le centre administratif du raïon de Manhouch éponyme. Sa population comptait 8 007 habitants en 2019.

## Géographie
Manhouch est située dans la région industrielle du Donbass, à 24,5 km à l'ouest-sud-ouest de Marioupol, à 117 km au sud-sud-ouest de Donetsk et à 625 km au sud-est de Kiev. La commune se trouve sur le bord du fleuve côtier Mokra Bilosaraïka, qui se jette dans la mer d'Azov, juste en amont de la commune urbaine de Ialta.

## Histoire
De 1946 à 1995, la commune était connue sous le nom russe de Perchotravneve ou Perchotravnevy.

## Population
Recensements (*) ou estimations de la population :
| 1939* | 1959* | 1970* | 1979* | 1989* | 2001* | 2011  | 2012  |
| ----- | ----- | ----- | ----- | ----- | ----- | ----- | ----- |
| 4 718 | 5 578 | 6 179 | 7 002 | 7 467 | 8 468 | 8 331 | 8 338 |

| 2013  | 2014  | 2015  | 2016  | 2017  | 2018  | 2019  | 2020 |
| ----- | ----- | ----- | ----- | ----- | ----- | ----- | ---- |
| 8 319 | 8 275 | 8 281 | 8 234 | 8 186 | 8 081 | 8 007 | -    |